# 猫宮ひなた
猫宮 ひなた（ねこみや ひなた）は、日本のバーチャルYouTuber。元ENTUM所属、2020年よりフリーで活動。

## 来歴
2018年
- 2月16日 YouTubeに動画を初投稿。
- 2月27日 デビューから11日にして、チャンネル登録者数が10万人を突破。
- 4月9日、バーチャルYouTuber事務所・ENTUMの開設と同時に同事務所に所属。

2019年
- 4月28日 チャンネル登録者数が50万人を突破。
- 6月20日 日本ゲーム大賞初のオフィシャル・アンバサダーに就任。
- 7月29日 オリジナル曲「Nekomiya Days」をリリース。
- 12月24日 隠神こかげデビュー。
- 12月31日 ENTUM活動終了。個人勢として活動継続。

2020年
- 8月28日 FANBOXを開設。

2021年
- 4月2日 八尋けいがデビュー。
- 6月4日 オリジナル曲「Nekomiya Days」がミリオン再生を突破。

2022年
- 2月26日 地域活性化アンバサダー就任。
- 9月25日 公式ショップ猫宮購買部開設。
- 11月6日 4周年記念ソング「向日葵メッセージ」をリリース。

2023年
- 2月16日 1stアルバム「ひなたといっしょ」をリリース。
- 7月26日 リアルイベント「ひなたといっしょといっしょ！」開催。

## 人物
一人称はボク。猫又ではなく人間の脱力系バーチャルゲーマー。髪の色はピンクで、髪型はツインテール。頭には猫耳が生えているように見えるが、これは本人曰く「寝癖」である。服装は赤い文字等が書かれた白いタンクトップであり、ファンや共演者からはその見た目からビニール袋と揶揄されている。性別は不詳。「ファンアートとか描いてくれるのが嬉しい。色々見て思ったのは、ボクって女の子だったの？(๑・ .̫ ・๑)」という発言もある。好物はマタタビとあん肝。あどけない見た目の一方でゾンビが好きなど意外な一面もある。イメージカラーはオレンジ。
身長は不明であったが、ヴィレヴァンとのコラボで143cm程度の等身大パネルが販売された。自称コミュニケーションが苦手な一人ぼっちキャラだったが、最近は外部とのコラボも多数あり、そのイメージは変わりつつある。
普段はYouTubeにてゲーム実況をメインに歌や雑談放送なども行っている。ゲームジャンルはFPSから始まりRPGやホラーなどレトロから最新のものまで多種多様。特に自身も登場するスマートフォン用ゲーム『＃コンパス 戦闘摂理解析システム』が好きであり、ファミ通Appにて「ねこみやひなたの#コンパスにっき」を連載していた他、過去に24時間を超える耐久放送も行っている。
歌に関しては初めのうちは公開がなかったが、視聴者から希望する声が増えてからは積極的に投稿もあり、現在はボイストレーニングを行うなどクオリティの向上に力を入れている。YouTubeShortsでは英会話に関する動画も投稿している。また、プリキュアのファンであり、動画内でも度々プリキュアへの愛が見受けられる。
ひなたチャンネルに登場するメンバーは「キケン部」と呼ばれ、猫宮ひなた・隠神こかげ・八尋けいで構成される。
二次創作に関しては同人マークを表明している。
動画では白い空間に動くコタツと共に映ることが多い。新衣装として4周年目に角の生えたパジャマ姿、5周年目に碧色のオーバーオール姿が追加された。動画では特定の日以外は基本的にはオリジナルの白いタンクトップを着用している。
2020年11月6日に親友のアンディ・モーティスとの意外な関係性が発表された。

## 隠神こかげ
隠神こかげ（いぬがみ こかげ）は、2019年12月24日より同ひなたチャンネルからデビューしたバーチャルYouTuber。2019年4月にtwitterを開設、同年11月ごろより出演告知されており、同年12月24日にデビューした。出身は（今でいう）愛媛県。好きなものは仮面ライダー。

## 八尋けい
八尋けい(やひろ けい)は、2021年4月2日より同ひなたチャンネルからデビューした。自身を「しがない妖怪」であるという。長崎県生まれ、東京都出身。好きなものは占い。音楽を趣味としており、デビュー前の3周年記念配信の際にピアノを演奏していた。普段はツイキャスでは歌枠、twitchではゲーム配信を主に行っている。2024年2月6日に1stアルバム『今日を生きる僕と明日を生きる君へ。』をリリースした。

### ディスコグラフィ
|     | タイトル                           | 楽曲名                          | 作詞作曲 | 演奏           | 編曲       | ミックス   | 発売日       | 規格 |
| --- | ---------------------------------- | ------------------------------- | -------- | -------------- | ---------- | ---------- | ------------ | ---- |
| 1st | 今日を生きる僕と明日を生きる君へ。 | 1. no title                     | 八尋けい | piano 八尋けい | -          | とまっしゅ | 2024年2月6日 | CD   |
| 1st | 今日を生きる僕と明日を生きる君へ。 | 2. 月の子                       | 八尋けい | -              | 三井真一   | 三井真一   | 2024年2月6日 | CD   |
| 1st | 今日を生きる僕と明日を生きる君へ。 | 3. Birthday dream               | 八尋けい | -              | ckwa       | ckwa       | 2024年2月6日 | CD   |
| 1st | 今日を生きる僕と明日を生きる君へ。 | 4. はれのひと                   | 八尋けい | -              | 市瀬るぽ   | とまっしゅ | 2024年2月6日 | CD   |
| 1st | 今日を生きる僕と明日を生きる君へ。 | 5. Planter(kei,piano solo ver.) | 八尋けい | piano 八尋けい | とまっしゅ | とまっしゅ | 2024年2月6日 | CD   |
| 1st | 今日を生きる僕と明日を生きる君へ。 | 6. アイスフィア                 | 八尋けい | -              | yura       | とまっしゅ | 2024年2月6日 | CD   |
| 1st | 今日を生きる僕と明日を生きる君へ。 | 7. 夜明けを待つ僕ら             | 八尋けい | piano 八尋けい | -          | とまっしゅ | 2024年2月6日 | CD   |

|     | タイトル | 作詞・作曲 | 編曲・ミックス | 発売日       | 規格     |
| --- | -------- | ---------- | -------------- | ------------ | -------- |
| 1st | Wattle   | 八尋けい   | 三井真一       | 2025年4月2日 | 音楽配信 |

## 九石たま
九石たま（さざらし たま）。
愛称はたまま。狐色の長髪をしており、頭にはキツネの耳のようなものが生えている。目元はサングラスや「たま」の文字などで隠されていることが多い。ひなたチャンネルの動画編集や管理、問い合わせの受付を担当。猫宮ひなたをバーチャルYouTuberにプロデュースした本人。動画への登場はほとんどなく、基本的に裏方に徹している。2019年12月24日よりTwitterを開設。
絵が得意であり、猫宮ひなた関連コンテンツのイラストなどを製作している。2020年7月5日よりキケン部の日常を描いた4コマ漫画「たままんが」をTwitter上で公開している。
IRIAMで活動するゾンビの男の子アンディ・モーティスのキャラクターデザインも手掛けている。

## 出演
太字はレギュラー出演。

### テレビ番組
- のとく番〜アイは世界を繋ぐ〜（2018年12月1日、BS日テレ）
- バーチャルさんはみている（2019年、TOKYO MX）[23]
- 超人女子戦士 ガリベンガーVスペシャル[24][25]（2019年4月6日、テレビ朝日系列（第1部に出演））
- プロジェクトV（2022年3月30日、日テレ）[26]
- プロジェクトV（2022年3月30日、日テレ）[27]
- 私立ガリベン大学（2023年5月25日、テレビ朝日）[28]

### インターネット番組
- バーチャルYouTuber人狼（2018年5月7日 - 5月14日、ニコニコ生放送）[29]
- バーチャル大晦日2018〜みんなで年越しブイッとね！〜（ニコニコ生放送、2018年12月31日）[30]
- ドールズフロントライン・グリフィン情報局 低体温症前夜祭SP（2019年1月24日、ニコニコ生放送・YouTube、アシスタントMC）[31][32]
- ドールズフロントライン グリフィン情報局 深層映写直前SP（2019年5月16日、YouTube、アシスタントMC）[33]
- ドールズフロントライン・グリフィン情報局　特異点SP（2020年1月16日、YouTube、アシスタントMC）[34]
- ドールズフロントライン・グリフィン情報局 秩序乱流 SP（2020年5月28日、YouTube、アシスタントMC）[35]
- 【公式番組】『ネクスタ！- Next Star Live! -』 Vol.6（2023年10月27日、V-TIPS、ゲストMC）[36]
- 【No.50】ハコネクトのとらねこ放送局ぶいっ！（2024年1月25日、AuDee、ゲスト）[37][38]
- 【直前特集】＃コンパス春フェス in ニコニコ超会議2024（2024年4月24日、ニコニコ生放送、MC）[39]

### イベント
- VtuberLand! オープニングイベント（2018年9月17日）[40]
- ニコニコ超会議2019（2019年4月27日・4月28日）
  - バーチャルさんがいっぱい スペシャルバーチャライブ DAY1・DAY2[41]
- コミックマーケット96（2019年10月4日）[42]
- VTuber Fes Japan @ニコニコネット超会議2020（2020年4月19日 ニコニコ生放送）[43]
- Vtuber Fes Japan @ニコニコネット超会議2021（2021年1月30日 ニコニコ生放送）[44]
- 地域活性化eスポーツ（2022年2月26日）[9]
- Vtuber Fes Japan @ニコニコネット超会議2023（2023年4月30日 ニコニコ生放送）[45]
- シロゲーム（2024年3月3日 tv asahi iD）[46]
- Vtuber衆フェス! POP UP SHOP in 錦糸町マルイ（2024年7月28日、8月11日 錦糸町マルイ）[47][48]
- ＃コンパスフェス 8th ANNIVERSARY（2024年12月14日 幕張メッセ、オンライン配信）[49][50]

### ゲーム
- クラッシュフィーバー（猫宮ひなた）[51]
- ＃コンパス 戦闘摂理解析システム（猫宮ひなた）[52]
- BLACK STELLA PTOLOMEA（時任 鎖）[53]
- こころノートをあなたに（猫宮ひなた）[54]

### MV
- HIMEHINA『愛包ダンスホール』（2023年12月）[55]
- HIMEHINA『V』（2025年6月）[56]

## タイアップ
- ＃コンパス 戦闘摂理解析システム[52]
- トリカゴ スクラップマーチ[57]
- ウェブポン第1弾[58]
- IRIAM[59][60]
- ヴィレッジヴァンガード[14]
- ウェブポン第2弾[61]
- ローソン[62][63]
- 鬼斬HEROES[64]
- グルーヴコースター[65][66]
- ウェブポン第3弾[67]
- モン娘[68]
- HICAT[69][70]
- NEWSポストセブン[71]
- フォートナイト[72]
- Huel[73]
- Next One Step[74]
- ミクサライブ東京[75]
- DMMオンクレ[76][77]
- Struggle F.O[78]
- nosh[79]

## ディスコグラフィ

### アルバム
|                                    | タイトル                         | 楽曲 | 発売日        | 規格          |
| ---------------------------------- | -------------------------------- | --- | ------------- | ------------- |
| 1st                                | ひなたといっしょ                 | 全19トラック（楽曲9トラック+ボイストラック10トラック） \| 楽曲名 \| 歌唱 \| 作詞作曲など \| \| ---------------------------------- \| -------------------------------- \| ------------------------------------ \| \| Nekomiya Days \| 猫宮ひなた \| 作詞・作編曲：GYARI \| \| 向日葵メッセージ \| 猫宮ひなた、隠神こかげ、八尋けい \| 作詞・作編曲：いるかアイス \| \| B33PØØP💩 \| 猫宮ひなた、おめがシスターズ \| 作詞・作曲：Twinfield \| \| すきでたまらない \| 猫宮ひなた、富士葵 \| 作詞・作曲：市瀬るぽ \| \| 2are1 \| 猫宮ひなた、かしこまり \| 作詞・作曲：Capchii \| \| もちひなデコレート \| 猫宮ひなた、もちひよこ \| 作詞・作曲：ckwa \| \| アリスブルー (irucaice Remix)cover \| 猫宮ひなた \| 原曲：HoneyWorks Remix：いるかアイス \| \| ダンスロボットダンスcover \| 猫宮ひなた \| 原曲：ナユタン星人 \| \| Planter \| 猫宮ひなた、隠神こかげ、八尋けい \| 作詞・作曲：八尋けい 編曲：市瀬るぽ \| | 2023年2月16日 | CD、 音楽配信 |
| 楽曲名                             | 歌唱                             | 作詞作曲など |               |               |
| Nekomiya Days                      | 猫宮ひなた                       | 作詞・作編曲：GYARI |               |               |
| 向日葵メッセージ                   | 猫宮ひなた、隠神こかげ、八尋けい | 作詞・作編曲：いるかアイス |               |               |
| B33PØØP💩                          | 猫宮ひなた、おめがシスターズ     | 作詞・作曲：Twinfield |               |               |
| すきでたまらない                   | 猫宮ひなた、富士葵               | 作詞・作曲：市瀬るぽ |               |               |
| 2are1                              | 猫宮ひなた、かしこまり           | 作詞・作曲：Capchii |               |               |
| もちひなデコレート                 | 猫宮ひなた、もちひよこ           | 作詞・作曲：ckwa |               |               |
| アリスブルー (irucaice Remix)cover | 猫宮ひなた                       | 原曲：HoneyWorks Remix：いるかアイス |               |               |
| ダンスロボットダンスcover          | 猫宮ひなた                       | 原曲：ナユタン星人 |               |               |
| Planter                            | 猫宮ひなた、隠神こかげ、八尋けい | 作詞・作曲：八尋けい 編曲：市瀬るぽ |               |               |

### 参加作品
| 楽曲                                  | 歌唱                                                                                     | 発売日       | 規格     |
| ------------------------------------- | ---------------------------------------------------------------------------------------- | ------------ | -------- |
| あいがたりない （feat. 中田ヤスタカ） | バーチャルリアル（ミライアカリ、電脳少女シロ、猫宮ひなた、月ノ美兎、田中ヒメ、鈴木ヒナ） | 2019年3月6日 | 音楽配信 |